# Point No. 1
Point #1 es el álbum debut de la banda de metal alternativo Chevelle, lanzado el 4 de mayo de 1999. Es el único álbum de Chevelle publicado por Squint Entertainment y su única colaboración con el productor Steve Albini. El álbum contó con un sencillo musical notable ("Mia"), pero solo logró un pequeño éxito, sobre todo en comparación con el siguiente disco, en el 2002.

## Antecedentes y grabación
Después de grabar un demo, Chevelle se presentó en pequeños conciertos durante tres años hasta que fue firmado por el sello discográfico cristiano e independiente de Steve Taylor, Squin Entertainment. La banda grabó durante 17 días en los estudios de Electrical Audio con el productor Steve Albini, famoso por sus trabajos con bandas como Nirvana, Cheap Trick o PJ Harvey
De acuerdo con el vocalista de la banda, Pete Loeffler, Albini dio al álbum un no refinado "sentimiento indie", en el que, el proceso de grabación, fue esencialmente "conectarlo, pulsar las notas y tocar." Loeffler añadió: "En el momento, me sorprendió estar hablando con alguien que había trabajado en estrecha colaboración con Kurt Cobain. Fue un viaje. Fue realmente genial." Sin embargo, la banda quedó insatisfecha y sintió que no tuvieron el sonido que estaban buscando. Llamaron a Albini y, para su sorpresa, se mostraron decepcionados con el producto final. A pesar de que disfrutaron el trabajar con él, Chevelle quería encontrar un productor diferente para resolver el problema; sin embargo, su sello no les dio otra opción que trabajar con Albini una vez más. La segunda fase de la grabación fue, según Loeffler, mucho más tranquilo y relajado en el que Albini estuvo "mas accesible".
En gran medida gracias a la influencia de Albini, Point #1 es notablemente menos intenso que el futuro material de Chevelle; sin embargo, la pista "Point #1", se ha mantenido como una canción común en su lista de canciones de conciertos. Su siguiente álbum, Wonder What's Next, es considerado por la banda como su "primer" álbum.

## Estilo musical
El crítico que hizo la reseña del álbum en Allmusic describió su estilo como "indie rock contundente e impredecible". En la misma reseña, en la sección "estilos", también se incluyó el metal alternativo. Para este álbum se utilizó la afinación "D standard" (todas las cuerdas de la guitarra afinadas un tono por debajo), afinación que no volvió a utilizarse en ningún trabajo del grupo.

## Lista de canciones
1. "Open" - 2:01
2. "Point #1" - 4:21
3. "Prove to You" - 3:15
4. "Mia" - 2:19
5. "Skeptic" - 4:05
6. "Anticipation" - 3:07
7. "Dos" - 6:29
8. "Long" - 4:36
9. "Blank Earth" - 5:26
10. "SMA" - 2:54
11. "Peer" - 4:08

## Credits
- Pete Loeffler - Guitarra, voz
- Joe Loeffler - Bajo
- Sam Loeffler - Batería

- Buddy Jackson - Dirección de Arte
- Chevelle - Banda
- Hank Williams - Mastering
- Mark Smalling - Fotografía
- Sally Carns - Carátula Principal, Diseño
- Steve Albini - Ingeniero, Mezcla

## Chart positions
Singles - Billboard Music Charts (North America)
| Year | Song  | Chart                  | Position |
| ---- | ----- | ---------------------- | -------- |
| 2000 | "Mia" | Mainstream Rock Tracks | 40       |